# Хлебодаровка (Кугарчинский район)
Хлебода́ровка (баш. Хлебодаровка) — хутор в Кугарчинском районе Республики Башкортостан Российской Федерации. Входит в состав Юмагузинского сельсовета.

## География

### Географическое положение
Находится на берегу реки Белой.
Расстояние до:
- районного центра (Мраково): 42 км,
- центра сельсовета (Юмагузино): 12 км,
- ближайшей ж/д станции (Кумертау): 43 км.

## Население
| 2002 | 2009 | 2010 |
| ---- | ---- | ---- |
| 93   | ↘77  | ↘69  |

## Религия
На хуторе есть православная церковь иконы Божией Матери «Спорительница хлебов».